# Emil Hácha
Emil Hácha (Trhové Sviny, 1872. július 12. – Prága, 1945. június 26.) cseh ügyvéd, Csehszlovákia és a Cseh–Morva Protektorátus elnöke.

## Ifjúkor, tanulmányok
Csehországban, Trhové Sviny településen született. Középiskolai tanulmányait České Budějovicében végezte, majd a prágai egyetemen jogot hallgatott. 1896-ban, tanulmányai végeztével az Osztrák–Magyar Monarchia cseh városi bíróságain teljesített szolgálatot. Röviddel az I. világháború kitörése előtt a bécsi Legfelsőbb Bíróság tanácsadója lett. A háború idején a császárvárosban tartózkodott, és megismerkedett Ferdinand Pantůčekkel.

## A csehszlovák politikai életben
Csehszlovákia létrejötte és a versailles-i békekötés után Pantůček az ország Szenátusának elnöke, Hácha pedig a testület tagja lett. Miután Pantůček 1925-ben elhunyt, Masaryk elnök Háchát nevezte ki utódjául, aki időközben Csehszlovákia egyik legtekintélyesebb jogtudósává vált (szakterülete a brit közjog és a nemzetközi jog volt). A Törvényhozási Tanács tagjává választották. Hácha egyúttal műfordítással is kísérletezett angolról csehre.

## Ahitleri Németországárnyékában

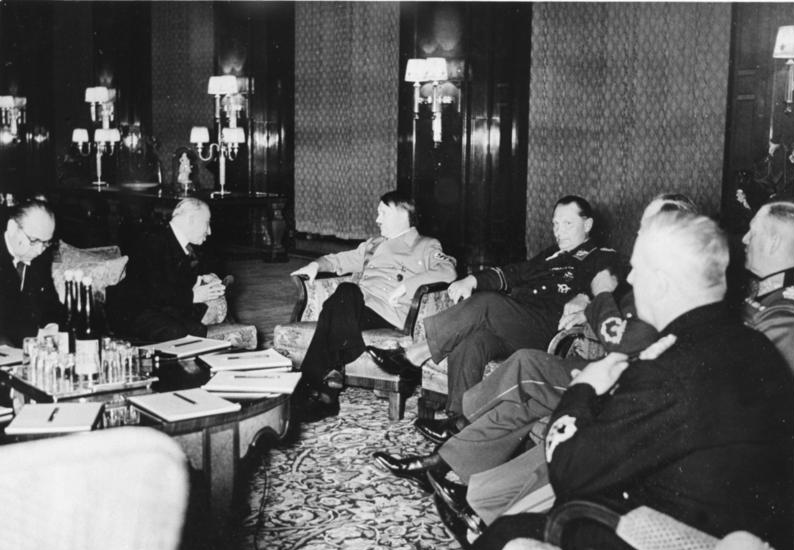
Hácha és Hitler találkozója

1938. november 30-án (a müncheni egyezmény és Edvard Beneš elmenekülése után) a katolikus, konzervatív Hácha lett a megcsonkított Csehszlovákia elnöke. 1939. március 14-15 éjszakáján Adolf Hitler magához hívatta, és Prága lebombázásával fenyegette meg, így a parlament tudta és jóváhagyása nélkül kénytelen volt beleegyezni Szlovákia elszakadásába Jozef Tiso vezetésével, és a Cseh-Morva Protektorátus létrejöttébe.

## Kényszerpályán
1939. március 16-án a német csapatok megszállták a „független” Csehszlovákia maradékait is. A létrejövő protektorátus élén meghagyták az egyre romló egészségi állapotú Háchát, aki kénytelen volt felesküdni Hitlerre és a protektorátus élére kinevezett birodalmi biztosra, Konstantin von Neurathra. A világháború első éveiben tiltakozott a németesítési törekvések és egyéb német intézkedések ellen, de kevés eredménnyel. Egyúttal folyamatos kapcsolatban volt Beneš londoni emigráns kormányával.
1941-ben a helyzet még rosszabbra fordult a Neurathnál jóval keményebb kezű Reinhard Heydrich hivatalba lépésével. Hácha minden befolyását elvesztette az ország belügyeire nézve, és társainak jó részét elfogták, kivégezték vagy deportálták. Heydrich terrorja idején Hácha az együttműködés mellett döntött, mivel úgy látta, hogy így okozza a legkevesebb szenvedést a cseh népnek. Ennek ellenére Heydrich meggyilkolása (1942) után példátlan megtorlási hullám érte el Csehországot,  ezután a csehek nem kísérleteztek további ellenállással.
1944-től a Cseh–Morva Protektorátust is átállították a totális háború követelményeinek kielégítésére. Hácha elnök egészsége eddigre már nagyon megrendült (1943 februárjától), így végleg elveszett minden beleszólása a németek által irányított ügyekbe. A cseh területek így is elkerülték a nagyobb háborús pusztításokat. Amikor 1945. május 13-án a szovjet Vörös Hadsereg bevonult Prágába, Háchát letartóztatták, majd azonnal börtönkórházba kellett szállítani, ahol hamarosan elhunyt. Jelöletlen sírba temették a Vinohrady temetőben.

## Hácha és az utókor
Emil Hácha megítélése rendkívül ellentmondásos. Egyesek hazaáruló kollaboránsnak tartják, aki feltétlenül kiszolgálta a „Böhmen und Mähren” náci irányítóit. Más vélemények szerint viszont igen korlátozott lehetőségei ellenére igyekezett megvédeni Csehszlovákia függetlenségét, amennyire csak módja volt rá.